# Джованні Дандоло
Джова́нні Да́ндоло (італ. Giovanni Dandolo) — 48-й венеційський дож у 1280—1289 роках.

## Біографія
Належав до давньої родини патриціїв Дандоло, однієї з найдавніших так званих «дванадцяти апостольських» (відомих як «Казе векк'є»). Праонук дожа Енріко Дандоло. Син відомого венеційського адмірала Джиберто Дандоло з гілки Сан-Мойзе та Марії Дандоло з гілки Сан-Поло.
У 1266 році він був послом до Генуезької республіки. Потім обіймав посади подести Болоньї та Падуї. У 1274—1276 року він був байло Сирії. У 1276—1277 роках був членом Великої ради. Згодом послідовно обіймав посади ректора (намісника) Херсо, Оссеро, Зари. За цим був командиром флотилій. Звістка про його обрання дожем дійшла до нього, коли він брав участь у військових діях проти Трієста.
25 березня 1280 року обирається дожем. Того ж року доповнив статути від 1242 року, розширивши повноваження Великої ради. 1281 року почалася війна проти істрійських міст, на боці яких виступив Аквілейський патріархат та Папська держава, яких підтримав Альберт I, граф Горіції. Для полегшення боротьби з ними Дандоло підписав мирний договір у Равенні з Анконою, поклавши на деякий час конфліктам з цією республікою у Марці. Невдовзі було приборкано місто Ізола, а 1285 року — Пиран.
Почалося повстання на Кандії (Криті), очолюваному грецьким вельможею Алексіосом Каллергісом, якого підтримував візантійський імператор Михайло VIII. У відповідь дож уклав з сицилійським королем Карлом I договір в Орв'єто, спрямований проти Візантії. Проте 1282 року дож втратив будь-який інтерес, коли відносини з Константинополем нормалізувалися, а також внаслідок послаблення Карла I після сицилійської вечері. Дандоло навіть заборонив Гвідо, патріарху Градо, та його духовенству проповідувати на підтримку хрестового походу проти візантійців, за що папа римський Мартин IV наклав інтердикт на Венецію.
У 1284 році впровадив в обіг золотий дукат. У 1285 році папа римський Гонорій IV скасовує інтердикт. Водночас звернув увагу на покращення торгівельних шляхів з німецькими князівствами через Бреннерський перевал.
У 1285 році руйнівний землетрус спричинив обвали та жертви, а через деякий час надзвичайно висока вода проникла до складів, знищивши велику кількість товарів. Голод, що виник у результаті, змусив дожа вирішити продати продукти харчування, що зберігалися в державних резервах, за ціною нижче собівартості.
У 1287 році заворушення знову спалахнули в Істрії та поширилися на Фріулі. Війна поширилася після втручання німецького короля Рудольфа I, який був союзником Аквілейського патріархату, і Венеції довелося просити миру. 1289 року погодився на запровадження у Венеції трибуналу інквізиції.
Помер 2 листопада 1289 року. Його було похований у Сан-Дзаніполо. Гробниця не збереглася, лише епіграф, замурований у лівому нефі церкви.
Від своєї дружини Катерини (прізвище невідоме) мав синів Андреа, відомого адмірала, Марка, сеньйора Галліполі, Джованні, Енріко та доньку Марію, дружину Марино Граденіго, герцога (намісника) Криту.